# Астракова, Татьяна Алексеевна
Татьяна Алексеевна Астракова (1814―1892) ― русская писательница.

## Биография
Незаконная дочь купца и крепостной. С трёх лет была отдана на воспитание в помещичью семью.
В 1830-х гг. занималась у В. А. Тропинина в Московском публичном художественном классе (впоследствии Московское училище живописи, ваяния и зодчества).
С 1838 года замужем за магистром математики Н. И. Астраковым (1809—1842). Через мужа познакомилась с А. И. Герценом, Н. П. Огарёвым, Т. Н. Грановским, М. С. Щепкиным, Е. Ф. Коршем. О них и общественной атмосфере того времени оставила воспоминания. Переписывалась с эмигрировавшим Герценом.
В «Московских ведомостях» были напечатаны её воспоминания о Тропинине.
После кончины мужа прожила 50 лет в нужде и одиночестве.

## Творчество
Опубликовала под псевдонимом Белёвской в «Москвитянине» и «Современнике» несколько повестей в духе «натуральной школы», где использовала факты из своего детства и юности: «Воспитанница» и др. В «Русских ведомостях» опубликовала повести «Живописец» и «Бедный музыкант».